# 허닭
허닭은 개그맨 허경환과 김주형이 2010년에 설립한 회사로 설립 시 법인명은 ㈜얼떨결이었으며 ㈜카카오벤처스가 2019년, IBK기업은행이 2020년 투자를 진행하며 급속도로 성장했다.
2019년 카카오벤처스 투자 당시 <카카오벤처스, 닭가슴살 판매 브랜드 ‘허닭’ 운영사 얼떨결에 투자>로 보도되며 실수에 의한 투자인 것으로 착각하는 해프닝이 발생해 이슈가 되었고 이후 법인명을 ‘㈜얼떨결’에서 ‘㈜허닭’으로 바꾸었다.
허닭은 2019년 간편식 시장에 진입해 사업 확장을 시작했고, 2020년에는 교촌에프앤비, 생어거스틴, 발재반점, 2021년 상반기에 피자에땅, 오븐에 빠진 닭 등 기존 브랜드와 MOU를 통해 온라인 HMR 시장에 진입하였으며 하반기에는 SD생명공학, 이삭토스트, 레드블루 등 양사가 보유한 핵심 역량을 바탕으로 전략적 업무 협약을 통해다양한 성공사례를 만들고 있다.
온라인 판매 최적화 AI 시스템인 '수요예측프로그램'을 독자적으로 개발해 ‘푸드앤테크’ 기술을 기반한 식품회사로 자리매김했으며, 판매 데이터 분석을 통해 OEM, ODM까지 사업영역을 확장했다.
2022년 국내 밀키트 1위 기업인 ‘프레시지’와 1000억 규모의 M&A를 체결하고 식품 시장 내 대표 기업들과의 연합전선을 구축하면서 시너지를 강화하고 있는 중이다.
허닭은 9년 연속 한국소비자만족지수 식품(닭가슴살) 부문 1위(2017~2025)를 수상했다.

## 제품
허닭 프레시업 슬라이스 닭가슴살 오리지널/훈제/케이준/칠리, 허닭 닭가슴살 소시지 그릴후랑크 훈제/매콤치즈/마늘/카레, 허닭 한입 닭가슴살 큐브 떡갈비/깻잎/치즈/새우살사/오징어, 허닭 닭가슴살 곤약 볶음밥, 허닭 저당 닭가슴살, 허닭 볶음밥 도시락, 허닭 잡곡밥도시락, 허닭 쇠고기 육포, 허닭 부드러운 닭가슴살 육포, 허닭 닭가슴살 만두, 허닭 어묵볼, 허닭 어묵핫바, 허닭PICK 그릴드 닭가슴살, 허닭PICK 소스 통 닭가슴살, 허닭 닭가슴살 핫도그, 허닭PICK 통 닭다리, 허닭식단 치킨텐더, 허닭식단 볶음밥, 오븐에빠진닭, 푸라닭, 네네치킨, 정육생활, 수산생활, 프레시지, 닥터키친, VIPS 등

### 연혁
- 2010년 7월 - (주)얼떨결 법인 설립 및 브랜드 런칭
- 2010년 12월 - 국내 최초 맛을 가미한 다이어트 닭가슴살 허닭 출시로 시장 표준
- 2011년 7월 - HACCP 인증 부착 시작
- 2011년 8월 - CNN코리아 및 포브스코리아 '대한민국 인기상품' 선정
- 2012년 11월 - ‘매일경제’ 대한민국 우수기업 인증 닭고기 부문
- 2014년 12월 - 서울시 Rising-star기업 선정 및 성공사례로 보고&언론보도
- 2015년 7월 - 중소기업진흥공단 벤처기업 인증
- 2016년 12월 - 16년 쿠팡 로켓배송 직매입 상품 닭가슴살 판매 1위
- 2017년 1월 - 국내 최초 맞춤 식품 크라우드 펀딩 성공 사례 SBS 보도
- 2017년 2월 - 17년 소비자가 뽑은 소비자만족지수 1위
- 2017년 3월 - 쿠팡 로켓배송 입점 1년만에 해당 카테고리 판매량 1위
- 2018년 1월 - 18년 소비자가 뽑은 소비자만족지수 1위 (2년 연속)
- 2019년 2월 - 19년 소비자가 뽑은 소비자만족지수 1위 (3년 연속)
- 2019년 7월 - 카카오벤처스 투자
- 2020년 1월 - 20년 소비자가 뽑은 소비자만족지수 1위 (4년 연속)
- 2020년 10월- IBK기업은행 투자
- 2021년 1월 - 21년 소비자가 뽑은 소비자만족지수 1위 (5년 연속)
- 2021년 2월 - 롯데홈쇼핑 온라인 식품통합 11대 베스트 브랜드 선정
- 2021년 6월 - 카카오톡 쇼핑하기 베스트 1위
- 2021년 7월 - 메쉬코리아, 아워박스(주)와 AI 기반 물류 운영 무인화 테스트 및 물류센터 통합
- 2021년 8월 - 자회사 '허닭프렌즈' 설립
- 2022년 1월 - 프레시지 M&A
- 2022년 1월 - 22년 소비자가 뽑은 소비자만족지수 1위 (6년 연속)
- 2023년 1월 - 23년 소비자가 뽑은 소비자만족지수 1위 (7년 연속)
- 2024년 1월 - 24년 소비자가 뽑은 소비자만족지수 1위 (8년 연속)
- 2025년 1월 - 25년 소비자가 뽑은 소비자만족지수 1위 (9년 연속)

## 수상
- 2012년 11월 29일 2012대한민국 대표 우수기업 인증(닭고기부문 대상 / 매일경제 주최)
- 2013년 서울시 라이징스타기업 선정
- 2015년 중소기업진흥공단 벤처기업인증
- 2016년 12월 - 16년 쿠팡 로켓배송 직매입 상품 닭가슴살 판매 1위
- 2017년 2월 - 17년 소비자가 뽑은 소비자만족지수 1위
- 2017년 3월 - 쿠팡 로켓배송 입점 1년만에 해당 카테고리 판매량 1위
- 2018년 1월 - 18년 소비자가 뽑은 소비자만족지수 1위 (2년 연속)
- 2019년 2월 - 19년 소비자가 뽑은 소비자만족지수 1위 (3년 연속)
- 2020년 1월 - 20년 소비자가 뽑은 소비자만족지수 1위 (4년 연속)
- 2021년 1월 - 21년 소비자가 뽑은 소비자만족지수 1위 (5년 연속)
- 2022년 1월 - 22년 소비자가 뽑은 소비자만족지수 1위 (6년 연속)
- 2023년 1월 - 23년 소비자가 뽑은 소비자만족지수 1위 (7년 연속)
- 2024년 1월 - 24년 소비자가 뽑은 소비자만족지수 1위 (8년 연속)
- 2025년 1월 - 25년 소비자가 뽑은 소비자만족지수 1위 (9년 연속)

인증
- 2011년 12월 6일 'HEODAK' 상표등록증 특허청
- 2012년 2월 21일 'HEODAK' 서비스표등록증 특허청
- 2012년 4월 23일 '허닭삼총사' 저작권등록증 한국저작권위원회
- 2012년 6월 25일 '허닭' 상표/서비스표등록증 특허청

## 참고 문헌
- 허닭, ‘트러플 크림맛’ 선봬…“실온 닭가슴살 품목 확대” (리얼푸드 20205년 3월 24일자)
- 허닭 ‘실온 닭가슴살’, 출시 한달만 누적 판매량 45만개 돌파 (2025년 2월 25일자)
- 허닭, 한국소비자만족지수 식품 닭가슴살 부문 1위 수상 (이데일리 2025년 1월 16일자)
- 허경환 ‘허닭’, 야구 선수에 닭가슴살 후원 (매일경제 2024년 11월 18일자)
- 대한역도연맹, 프레시지·허닭과 후원 협약 체결 (데일리안 2024년 5월 21일자)
- 프레시지-허닭, 서울시 ‘가정행복 도시락·밀키트·먹거리 할인지원’ 참여 (한스경제 2024년 4월 26일자)
- 허닭, 일상 활력충전 '액티브 아르기닌 6500' 첫선 (싱글리스트 2024년 1월 16일자)
- HMR기업 프레시지, 매출 166% 증가…"허닭 등 M&A 효과" (한국경제 2023년 4월 14일자)
- '허닭' 허경환 국무총리 표창 받았다, 여성 채용·승진 비율 보니… (조선일보 2022년 5월 27일자
- 허닭, 프레시지와 합병…연합전선 구축으로 사업 경쟁력 강화 (아이티비즈 2022년 1월 6일자)
- 허경환 허닭, 올해 누적 판매량 전년 대비 1.6배↑ (파이낸셜뉴스 2021년 12월 23일자)
- 허닭, '스팀 닭가슴살' 출시 1년 만에 156만 개 판매 돌파 (이데일리 2021년 10월 25일자)
- 허닭-핏펫, 반려견 간식 ‘꼬꼬가슴살’ 6종 선보여 (세계비즈 2021년 10월 19일자)
- 허경환 허닭, 자회사 '허닭프렌즈' 설립 (이데일리 2021년 8월 9일자)
- 허경환 허닭, 이삭토스트와 MOU…다각적 협력 도모 (굿모닝경제 2021년 6월 30일자)
- 허닭, 메쉬코리아 부릉과 AI 기반 물류 운영 무인화 테스트 나서 (데일리경제 2021년 6월 8일자)
- 허경환 허닭, 생어거스틴과 함께 HMR 확대 (아시아타임즈 2020년 12월 29일자)
- 허경환 허닭, 자체 AI 개발로 판매량 급증...전년 比 200% 이상↑ (이데일리 2020년 10월 12일자)
- 교촌치킨, '허닭'과 온라인 가정간편식 사업 확대 (톱데일리 2020년 7월 29일자)
- 허경환의 ‘허닭’, 한파·불황 이중고에도 함박웃음 (매일경제 2013년 1월 9일자)
- 허닭, 대한민국 국가대표 닭고기 회사 등극! (매일경제 2012년 11월 29일자)
- ‘억대 매출’ 허경환 허닭, 편의점 진출 성공 (매일경제 2012년 8월 24일자)
- `허닭`, 회원 7만명 눈앞…"브랜드 인지도 급상승" (한경뉴스 2012년 5월 30일자)